# Jennifer Jones

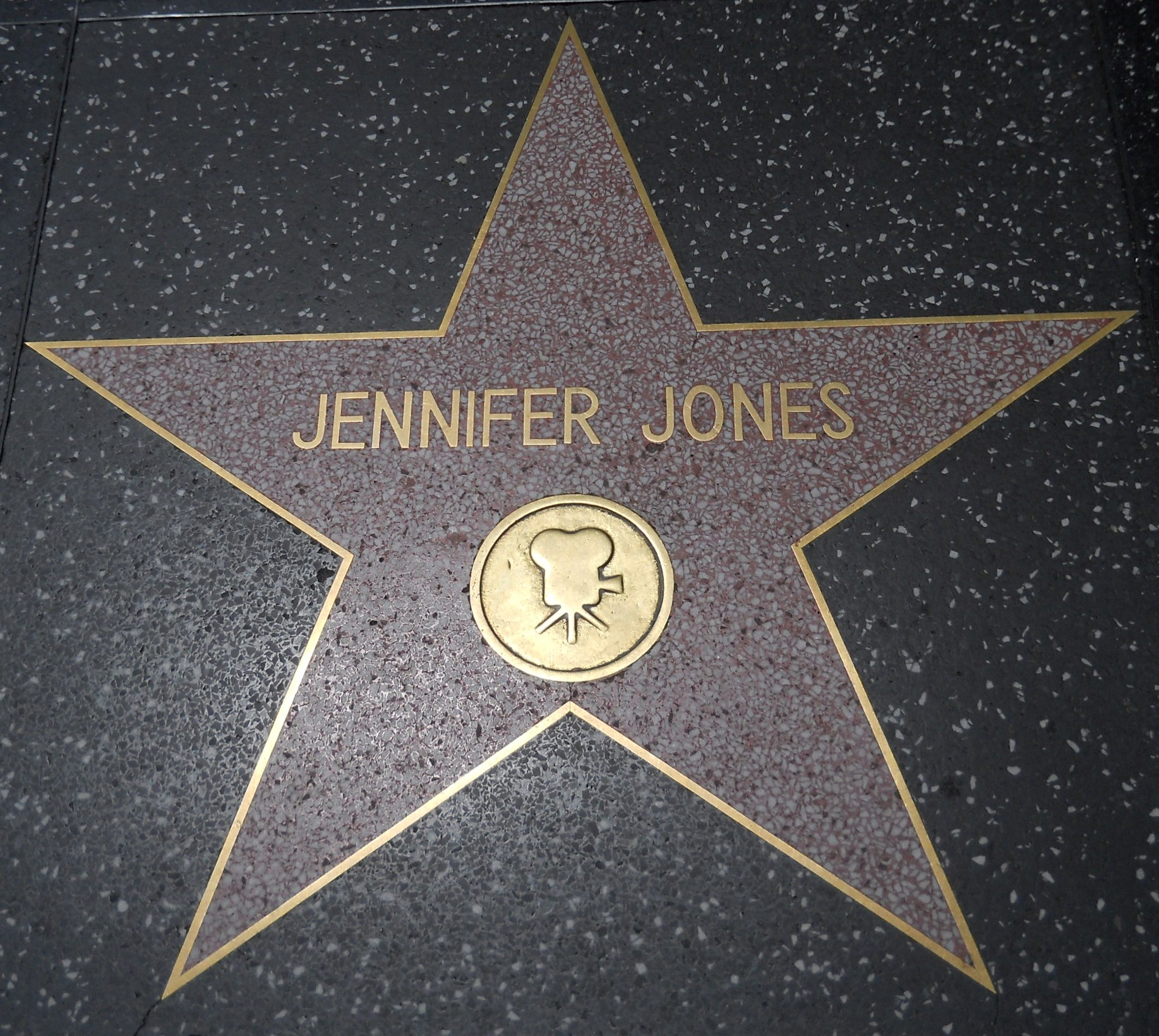
Jennifer Jones stjärna på Hollywood Walk of Fame.

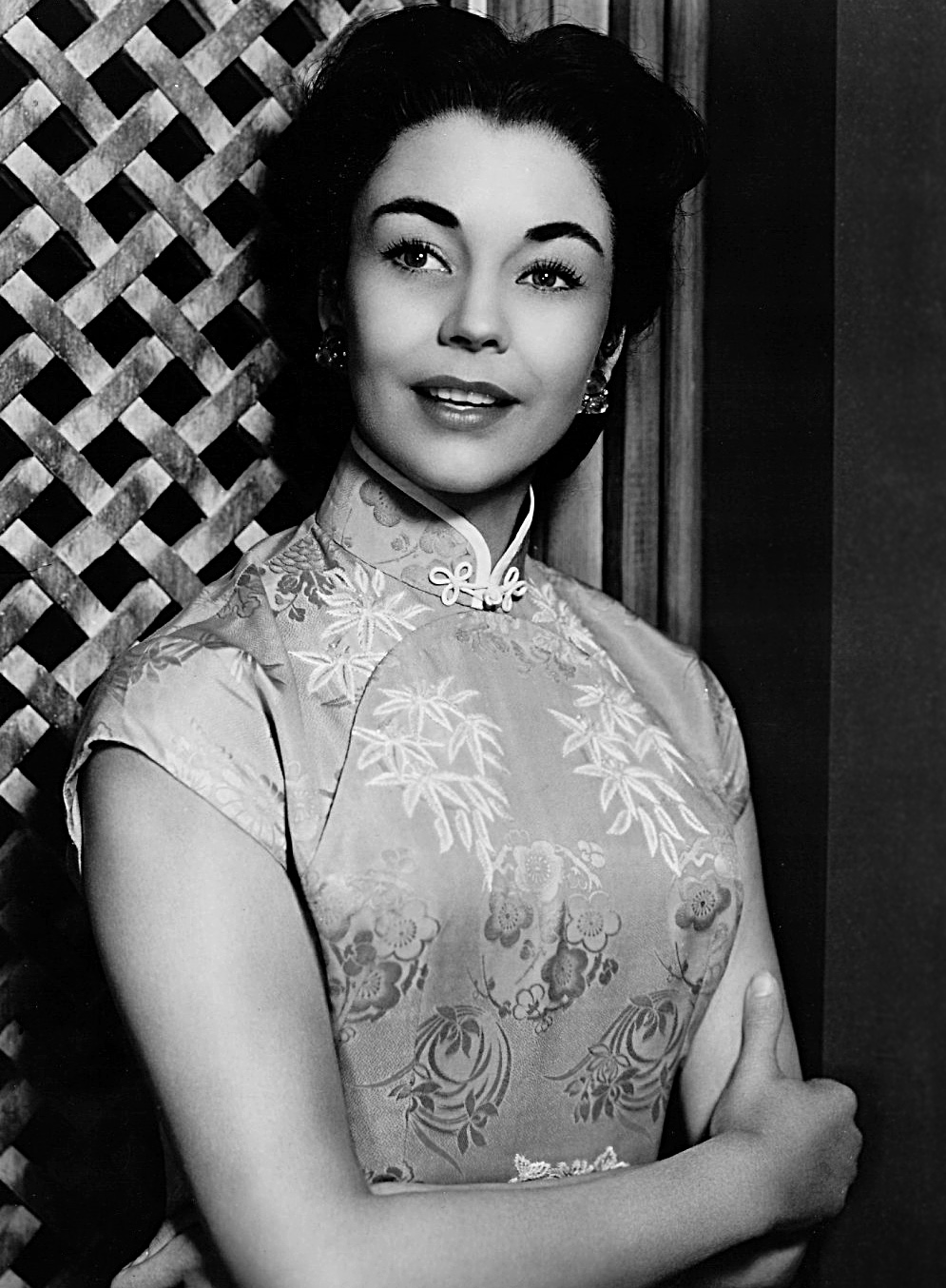
Jones i Skimrande dagar 1955.

Jennifer Jones, ursprungligen Phylis Lee Isley, född 2 mars 1919 i Tulsa i Oklahoma, död 17 december 2009 i Malibu i Kalifornien, var en amerikansk skådespelare.
Jones arbetade som modell innan hon började skådespela, och filmdebuterade 1939. Hennes tredje roll var huvudrollen som Bernadette Soubirous i Sången om Bernadette (1943). Hon spelade därefter huvudroller i flera filmer under 1940-talet, däribland Osynliga länkar (1944), Kärleksbreven (1945) och Duell i solen (1946).
År 1949 gifte sig Jennifer Jones med filmproducenten David O. Selznick, och spelade titelrollen som Madame Bovary i Vincente Minnellis filmatisering från 1949. Jones medverkade i flera filmer under 1950-talet, däribland King Vidors romantiska drama En kvinnas lidelse (1952), John Hustons äventyrskomedi Skälmarnas marknad (1953) och Vittorio De Sicas drama Ödets perrong (1953). Jones Oscarsnominerades för femte gången för sin insats i Skimrande dagar (1955). Efter Selznicks död 1965 drog Jones sig i stort sett tillbaka. Hennes sista filmroll var i Skyskrapan brinner! (1974).

## Biografi
Som barn turnerade Jennifer Jones runt med sina föräldrar och uppträdde i olika revyer. När hon studerade vid American Academy of Dramatic Arts träffade hon en ung man med skådespelardrömmar, Robert Walker. De gifte sig 1939 och begav sig till Hollywood tillsammans. Samma år började hon sin filmkarriär i småroller under sitt egentliga namn Phylis Isley. Tillsammans med Robert Walker fick hon sönerna Robert Walker Jr. och Michael Walker, födda 1940 respektive 1941. 
Jones uppmärksammades av regissören David O. Selznick som skrev kontrakt med henne, förberedde henne noggrant för en framtid som stjärna och ändrade hennes namn till Jennifer Jones. Tre år senare lanserade han henne i filmen Sången om Bernadette, för vilken hon belönades med en Oscar för bästa kvinnliga huvudroll vid Oscarsgalan 1944. Hennes sista film var Skyskrapan brinner! från 1974 där hon dansade med Fred Astaire i scen, och efter det höll hon sig borta från rampljuset.
Jones var en mångsidig skådespelare som noga aktade sig för att hamna i ett speciellt "fack", hon spelade såväl oskyldiga och fridsamma kvinnor som sensuella förförerskor. 
Jones, som hade skilt sig från Robert Walker 1945, gifte sig med David O. Selznick 1949. I äktenskapet föddes en dotter, Mary Jennifer Selznick, som begick självmord 1976 22 år gammal. Jones blev änka 1965 och 1971 gifte hon sig med industrimagnaten Norton Simon som avled 1993. Jennifer Jones avled den 17 december 2009.
Jennifer Jones har förärats med en stjärna för insatser inom film på Hollywood Walk of Fame vid adressen 6429 Hollywood Blvd.

## Utmärkelser
Asteroiden 6249 Jennifer är uppkallad efter henne.

## Filmografi
| År   | Titel                           | Roll                       | Noter                                                                                |
| ---- | ------------------------------- | -------------------------- | ------------------------------------------------------------------------------------ |
| 1939 | New Frontier                    | Celia Braddock             | som Phylis Isley                                                                     |
| 1939 | Dick Tracy's G-Men              | Gwen Andrews               | som Phylis Isley                                                                     |
| 1943 | Sången om Bernadette            | Bernadette Soubirous       | Oscar för bästa kvinnliga huvudroll Golden Globe Award för bästa kvinnliga huvudroll |
| 1944 | Osynliga länkar                 | Jane Deborah Hilton        |                                                                                      |
| 1945 | Kärleksbreven                   | Singleton/Victoria Morland |                                                                                      |
| 1946 | Husan som inte visste sin plats | Cluny Brown                |                                                                                      |
| 1946 | Duell i solen                   | Pearl Chavez               |                                                                                      |
| 1948 | Porträtt av Jennie              | Jennie Appleton            |                                                                                      |
| 1949 | Natt över Cuba                  | China Valdés               |                                                                                      |
| 1949 | Madame Bovary                   | Emma Bovary                |                                                                                      |
| 1950 | Villebråd                       | Hazel Woodus               |                                                                                      |
| 1952 | Solnedgång                      | Carrie Meeber              |                                                                                      |
| 1952 | En kvinnas lidelse              | Ruby Gentry                |                                                                                      |
| 1953 | Skälmarnas marknad              | Mrs. Gwendolen Chelm       |                                                                                      |
| 1953 | Ödets perrong                   | Mary Forbes                |                                                                                      |
| 1955 | Skimrande dagar                 | Dr. Han Suyin              |                                                                                      |
| 1955 | Good Morning Miss Dove          | Miss Dove                  |                                                                                      |
| 1956 | Mannen i den grå kostymen       | Betsy Rath                 |                                                                                      |
| 1957 | Lågor i dunklet                 | Elizabeth Barrett Browning |                                                                                      |
| 1957 | Farväl till vapnen              | Catherine Barkley          |                                                                                      |
| 1962 | Ljuv är natten                  | Nicole Diver               |                                                                                      |
| 1966 | The Idol                        | Carol                      |                                                                                      |
| 1969 | Angel, Angel, Down We Go        | Astrid Steele              | Alternativ titel: Cult of the Damned                                                 |
| 1974 | Skyskrapan brinner!             | Lisolette Mueller          |                                                                                      |